# Ibn Marzouk
Ibn Marzouk, aussi appelé (al-Khatib : « le prêcheur » ; ou al-Jadd « le grand-père » ; ou encore al-rais : « le dirigeant ») (en arabe : محمد بن أحمد بن مرزوق التلمساني أبي عبد الله شمس الدين الخطيب محمد), né vers 1310 et mort en 1379, était un érudit algérien du XIVe siècle.

## Biographie
Shams al-Din Abu ʿAbd Allah Muhammad ibn Ahmad ibn Muhammad ibn Muhammad ibn Abi Bakr al-ʿAjisi al-Tilimsani est né vers 1310 dans la ville de Tlemcen. Il voyagea vers l’est à la fin de son adolescence, alors qu'il avait rejoint et étudiait aux côtés d'un groupe d'environ 250 érudits. Il est resté avec eux pendant 15 ans. Il revint dans le royaume Mérinide comme faqih, c'est-à-dire en expert du droit islamique. Le sultan mérinide Abu al-Hasan ben Uthman nomma Ibn Marzouk à la fonction de prêcheur dans la mosquée de al-ʿUbbad à Tlemcen.
Ibn Marzouk devint ensuite le conseiller du sultan, enseignant et secrétaire et obtint un rôle diplomatique important, négociant avec les dirigeants en Algérie et en péninsule Ibérique. Il a négocié le traité de paix entre les Mérinides et le Royaume de Castille, dirigé par Alphonse XI. Toutefois, il perdit la confiance du nouveau sultan Abu Inan Faris après avoir intrigué contre lui et fut contraint de s'exiler dans le Royaume maure de Grenade en Espagne, où il obtint la fonction de khatib (donneur de sermon) à l'Alhambra.
Il rentra finalement à Fès, alors la capitale du Sultanat Mérinide et se réconcilia avec le sultan. Il obtint de nouveau une position élevée, qu'il occupa jusqu'à l'échec d'une mission diplomatique qu'il menait. Il fut alors emprisonné pendant six ans, entre 1352 et 1358. Peu après sa libération, il partit pour Tunis, alors capitale des Hafsides, où il se vit offrir une fonction élevée par Abu Salim Ibrahim. Il y resta jusqu'en 1372, date à laquelle il se retira au Caire, où il servit les sept dernières années de sa vie comme Grand Qadi.

## Travaux
Ibn Marzuq est connu pour ses travaux légaux, religieux et historiques. Parmi ses œuvres les plus notables se trouve notamment son histoire hagiographique du sultan mérinide Abu al-Hasan en 1371. Le livre souligne le rôle tenu par Ibn Marzouk lui-même durant le règne de al-Hasan. Il cherchait en effet à « polir » ses accomplissements pour se mettre en avant. Titré Les traditions correctes et bonnes à propos des actions glorieuses de nôtre maître Abu 'l-Hasan (Musnad as-sahid al-hasan fi maʿathir mawlana Abi 'l Hasan), le livre donne un certain nombre de détail sur les coutumes, la culture, la politique et l'administration du royaume Mérinide au milieu du XIVe siècle.
Il écrivit également un kitâb al-imâma, une définition du califat islamique et une discussion des principes gouvernementaux et politiques, ainsi qu'un fahrasa extrêmement volumineux (liste d'enseignants) qui inclut, inhabituellement pour l'époque, une liste de femmes érudites.

## Sources
- (en) Cet article est partiellement ou en totalité issu de l’article de Wikipédia en anglais intitulé « Ibn Marzuq » (voir la liste des auteurs).